# Arnau de Vilanova
Arnau de Vilanova (lloc desconegut, entre 1238 i 1240 - Gènova, potser a la mar prop d'aquesta ciutat, 1311) va ser un teòleg i metge d'origen ignot, per a alguns valencià, per a altres aragonès, entre altres hipòtesis que s'han defensat.
Escrigué obres molt importants per a la medicina europea medieval, com per exemple Regimen Sanitatis ad regem Aragonum o Speculum medicinae. Se'l coneixia com el "metge de reis i papes", i tenia fama de ser un dels més grans alquimistes de tots els temps, encara que en realitat no es va dedicar a l'alquímia i totes les obres que se li atribueixen en aquest camp són apòcrifes.
Dominava l'àrab, el llatí i el català, i aquestes dues darreres llengües són les que emprà per a escriure les seues obres.

## Origen
No se sap on va nàixer. El nom de Vilanova prové del fet que possiblement nasqué en un lloc anomenat Vilanova, que per a alguns és Vilanova del Grau, actual Grau de València, i per a altres Villanueva de Jiloca (Aragó).
La valencianitat d'Arnau, però, resta reforçada per diversos factors. En primer lloc, a la ciutat de València posseïa la major part dels seus béns patrimonials. Així mateix, al convent de Santa Magdalena d'aquesta ciutat tenia una filla monja. En tercer lloc, València n'era la diòcesi pròpia. El papa Climent V l'anomena clericus valentinae diocesis (clergue de la diòcesi valentina).
Hui han quedat descartades hipòtesis anteriors que situen el seu lloc de naixement al Llenguadoc acabat de conquerir pel rei de França (Vilanòva de Magalona, a prop de Montpeller) o en altres territoris de la corona catalanoaragonesa, com Provença, o Catalunya (a Lleida o Vilanova i la Geltrú, per exemple).

## Biografia

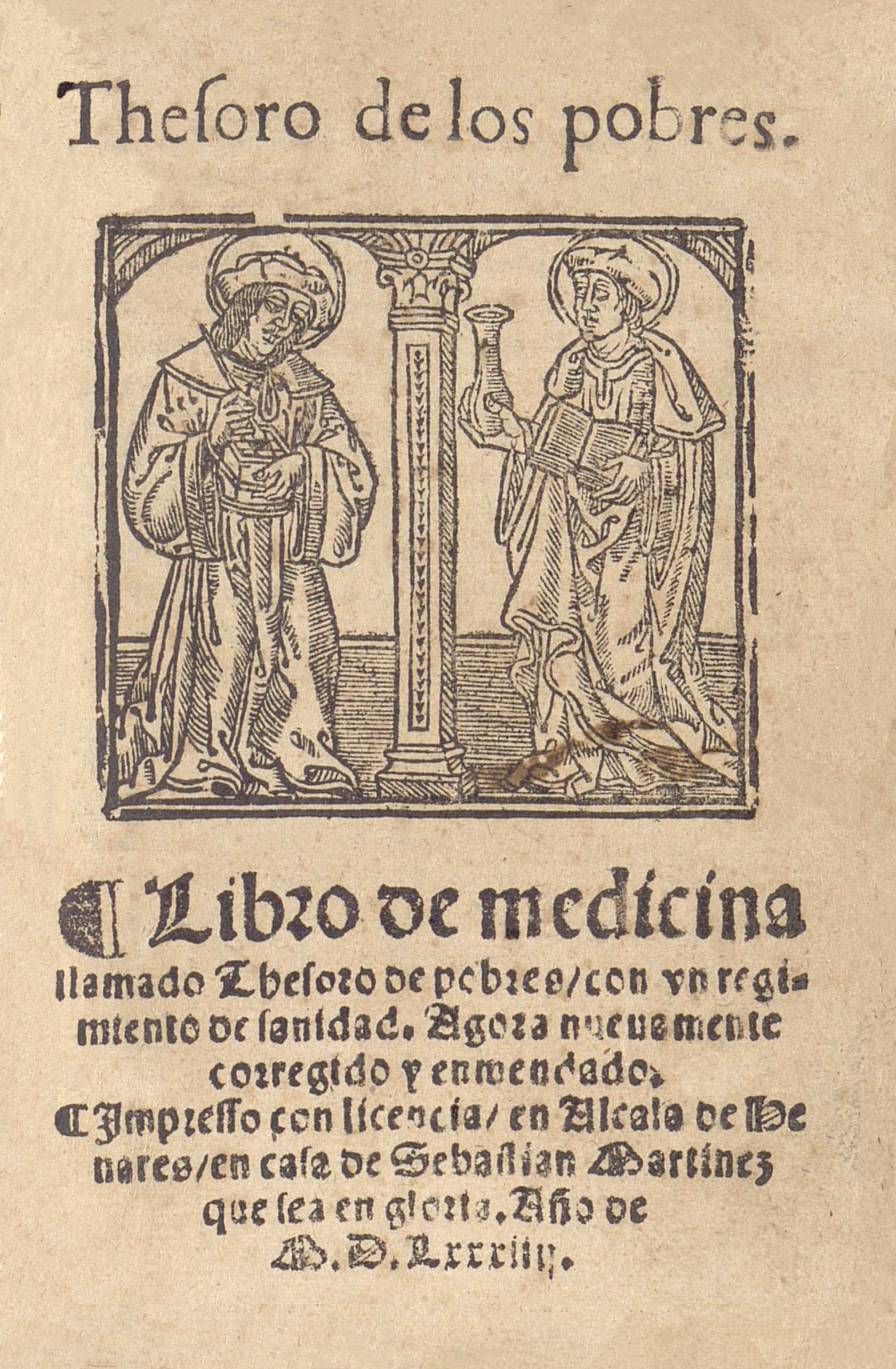
Traducció castellana d'una obra d'Arnau de Vilanova. Thesoro de los pobres (1584).

Estudià medicina, filosofia i teologia. Cap al 1260 estudià a Montpeller, on es graduà com a mestre en medicina. Actualment està descartat que estudiàs amb Giovanni de Casamicciola, professor de medicina de la Universitat de Nàpols. Va estar al servei dels reis Pere II i Jaume II de la corona catalanoaragonesa com a metge i ensenyà a la Facultat de Medicina de Montpeller. Cap al 1300 es desplaçà a París, on s'enfrontà amb els teòlegs de la universitat, que l'obligaren a fugir precipitadament (a causa de les seves profecies i de les crítiques a la riquesa de l'Església i a la intolerància dels dominicans). Fou metge del papa Bonifaci VIII. Quan el nou papa Benet XI pujà al poder (1303), Arnau buscà la seva amistat i, quan aquest va morir, se sospità sense fonament d'haver-li provocat la mort en una conspiració amb el fraticel Bernat Deliciós. Després d'haver caigut en desgràcia davant Jaume II, es refugià a Sicília, sota la protecció del rei Frederic. El 1311 va ser convidat a anar a la cort d'Avinyó pel papa Climent V i, durant el viatge, va emmalaltir i va morir davant Gènova.
No s'ha d'oblidar el seu paper polític: exercí d'ambaixador del rei Jaume el Just i, en nom seu, va negociar amb el rei Felip IV de França l'estatus de la Vall d'Aran; fou conseller espiritual de la família reial catalana i siciliana; va aconsellar Jaume II i Frederic II de Sicília sobre la croada, la política que calia seguir amb els jueus, sobre mesures de salut pública, la interpretació d'alguns somnis dels dos germans i sobre la moral personal i familiar que havien de seguir.
Va escriure moltes obres teològiques; anticipà l'arribada de l'Anticrist, profetitzà la fi del món, proposà una reforma de l'Església catòlica i del papat. Va defensar aferrissadament el corrent espiritual dels franciscans, que estava sent atacat i del qual se'n demanava la dissolució.
Estava convençut que els dos germans (Jaume II i Frederic II) havien de tenir un paper fonamental en la salvació de la cristiandat (fet que cal posar en relació amb les propostes de Ramon Llull en el projecte Rex bellator).
D'una longevitat inusual per a l'època, morí septuagenari a Gènova el 8 de setembre de 1311, quan realitzava gestions per evitar l'inici d'hostilitats contra Robert I de Nàpols.

## Obra

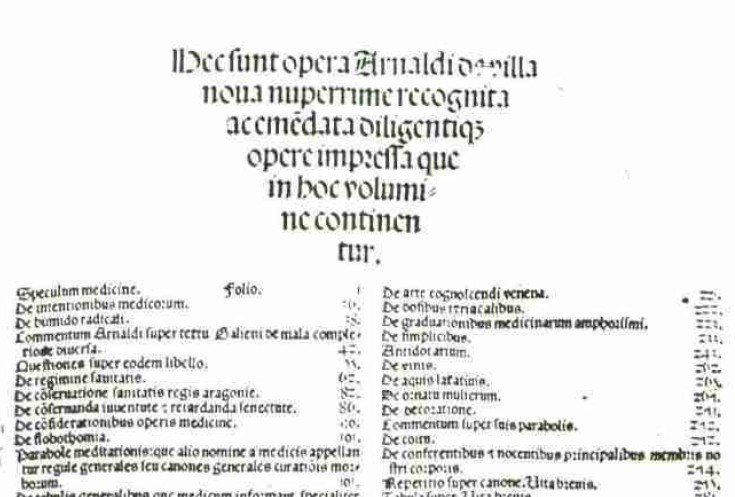
Obres d'Arnau de Vilanova

En l'obra religiosa de Vilanova hi ha més de zel indiscret, d'ingenuïtat idealista o de fantasia exaltada que d'heterodòxia formal. Implicat en el moviment dels espirituals, en la línia de les estranyes especulacions de Joaquim de Fiore, cerca la salvació del món en les seues elucubracions escatològiques, en les seues exigències de reforma eclesiàstica i en les seues exhortacions ascètiques. Però encara que les fantasies de l'especulació o les violències de la polèmica el porten a expressions desafortunades, mai no cau en l'heretgia. La sentència de la Junta de teòlegs de Tarragona, que el 1316 ordenà la destrucció de les seues obres espirituals, fou anticanònica i desmesurada.
Però Vilanova va ser abans que res magister medicinae. D'una banda, clínic pràctic d'àmplia experiència i fama ben acreditada. De l'altra, professor destacat de la millor facultat de l'edat mitjana i autor d'una important obra mèdica, molt difosa i apreciada al llarg de tres segles i per tota la cristiandat: gairebé no hi ha biblioteca important que no tinga còpies medievals o edicions renaixentistes d'alguns dels seus escrits científics; al segle xvi es feu una col·lecció que tractava de recollir-ne l'obra completa, l'èxit de la qual denota les reimpressions que se'n succeïren i els textos espuris que es van allotjar a l'ombra del seu prestigi. Es pot dir que l'obra mèdica de Vilanova respon a la seua condició de metge escolàstic, un savi format en els texts clàssics d'Hipòcrates i Galè, rebuts en versió aràbiga i completats amb les millors produccions dels autors que van escriure en àrab. Tot i que no hauria necessitat el coneixement d'aquesta llengua -perquè la major part d'aquests llibres havien estat ja traduïts al llatí, sabem que Vilanova la dominava a la perfecció i que en els seus anys de metge regi a Barcelona havia traduït opuscles de Galè, Avicenna i d'altres.
El gros de la seua obra original és el fruit de la seua època a Montpeller: hi ha un conjunt de tractats extensos i ben elaborats que reflecteixen l'estil i responen a la utilitat de la docència impartida a les escoles de medicina. Comentaris erudits -uns quants dels quals s'han perdut o romanen inèdits- als autors exigits en el pla d'estudis; col·leccions d'aforismes d'intenció mnemotècnica -entre les quals destaquen les popularíssimes Medicationis parabolae de la medicació, de què es conserven 40 còpies dels segles xiv i xv, editades 15 vegades al segle XVI-; obres de doctrina mèdica, obres estrictament especulatives -De humido radicale-, altres que desemboquen àmpliament en la pràctica -com De considerationibus operis medicinae-, totes coronades per aquesta admirable síntesi dels principis de la ciència mèdica que és l'anomenada Speculum medicinae; denses exposicions de farmacologia bàsica, com el tractat Aphorismi de gradibus, tan important en la línia dels intents medievals d'una teorització del dosatge medicamentós.

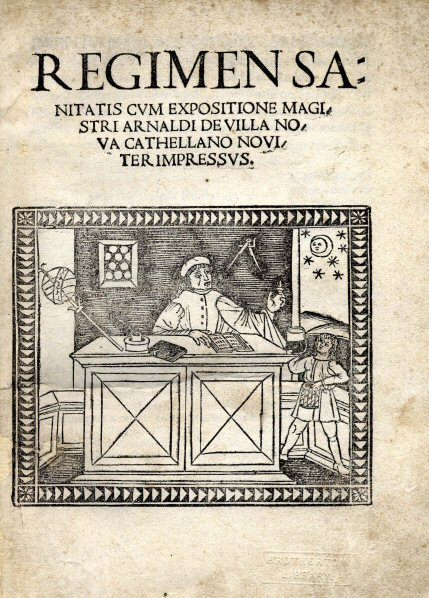
Coberta de la primera edició del Regimen Sanitatis Salernitanum (1480)

Han circulat moltes llegendes al voltant de la seua figura, com el descobriment del monòxid de carboni i l'obtenció d'alcohol etílic pur.
Al costat d'aquest bloc d'escrits hi ha el tan conegut Regimen sanitatis, escrit el 1308, per tutelar la salut del rei catalanoaragonès, però que aviat es va difondre amb molta amplitud per tot Europa i fou traduït al valencià i a l'hebreu, i els extensos catàlegs de medicaments simples i composts -Simplicia i Antidotarium-, així com les monografies, breus i expressives, que aborden els més diversos problemes clínics. Tanmateix, pot afirmar-se el caràcter apòcrif d'obres tan lligades al nom de Vilanova com el Breviarium practicae i el comentari al Regimen sanitatis Salernitanum.
I, per descomptat, també es poden considerar apòcrifs el conjunt dels llibres d'alquímia que li han estat atribuïts. Hi ha motius suficients per despullar la figura de Vilanova del mantell d'alquimista amb què el van revestir autors o copistes del segle xv, que tant s'acostuma a destacar en la visió habitual que es dona de la seua persona. No sembla que fos alquimista, ni mag, ni rebel innovador. Més aviat era un metge galenista que, sobre la base d'un profund coneixement de la ciència transmesa pels antics, elaborà una doctrina tan pròpia com tradicional, que va procurar gelosament preservar de tota cavil·lació filosofizant -vegeu la seva obra De intentione medicorum- i dirigir a la pràctica clínica concreta. Les seues obres sobre medicina constitueixen una ben forjada anella en la cadena de transmissió perfeccionadora del saber mèdic clàssic.
Se li van atribuir molts escrits d'alquímia, com els següents:
- Rosarius Philosophorum
- Novum Lumen
- Flos Florum

Tanmateix, la recerca recent ha arribat a la conclusió que no és seua cap de les obres alquímiques que se li atribueixen.
Es van publicar recopilacions d'una seixantena d'obres mèdiques i alquímiques que circulaven sota el seu nom a Lió en els anys 1504 i 1532 (amb una biografia de Symphorien Champier) a Basilea el 1585 i altra vegada a Lió el 1586. En resum, la seua obra mèdica consta de 27 títols autèntics més altres 51 d'atribuïbles al mestre, segons les recerques publicades en Arnaldi de Vilanova Opera Medica Omnia.Fundació Noguera Arxivat 2016-03-05 a Wayback Machine., Universitat de Barcelona i CSIC; des de 1975. Versen sobre medicina teòrica amb fins docents (Speculum medicinae), aforismes (Aphorismi de gradibus, Aphorismi de memoria), regiments de sanitat (Regimen sanitatis ad regem Aragonum i Regimen Almeriae, tots dos encarregats pel rei Jaume II), medicina pràctica, estudis monogràfics, farmàcia i traduccions (d'Avicenna, Galè, etc.).
Es conserven quatre obres i algunes cartes en català d'Arnau de Vilanova, de caràcter polèmic, espiritual i apocalíptic:
- Confessió de Barcelona.
- Lliçó de Narbona.
- Raonament d'Avinyó.
- Informació espiritual.

## Cultura popular
Dona nom a tres hospitals:
- L'Hospital Universitari Arnau de Vilanova de Lleida, inaugurat el juny de 1956 sota el nom inicial de Residència Sanitària General Moscardó.
- L'Hospital Arnau de Vilanova de València, des del 1984, integrat dins el Servei Valencià de Salut de la Generalitat Valenciana.
- L'Hôpital Arnaud de Villeneuve (hospital universitari) de Montpeller.

## Bibliografia

Opere